# Лавина в Хороге (2023)
15 февраля 2023 года в Хороге произошёл сход лавины, в результате которого 13 человек погибли и 30 получили ранения.

## Лавина
Лавина сошла в среду утром. Под снегом оказался автобус с 10 пассажирами. Причиной стихийного бедствия стало потепление и дожди. За последние три дня в Горно-Бадахшанской автономной области и в горах Гиссарского хребта сошли 27 лавин.
По данным синоптиков, из-за потепления последних дней и выпавших осадков сохраняется опасность схода лавин в регионе.

## Реакция
Президент Республики Таджикистан Эмомали Рахмон поручил премьер-министру страны, руководству ГБАО, МВД и КЧС республики принять меры по скорейшей ликвидации последствий стихийного бедствия и предоставлению материальной помощи пострадавшим семьям.